# Redding (Iowa)
Redding es una ciudad ubicada en el condado de Ringgold en el estado estadounidense de Iowa. En el Censo de 2010 tenía una población de 82 habitantes y una densidad poblacional de 31,53 personas por km². Se encuentra al sur del estado, junto a la frontera con Misuri.

## Geografía
Redding se encuentra ubicada en las coordenadas 40°36′27″N 94°23′14″O / 40.60750, -94.38722. Según la Oficina del Censo de los Estados Unidos, Redding tiene una superficie total de 2.6 km², de la cual 2.58 km² corresponden a tierra firme y (0.9%) 0.02 km² es agua.

## Demografía
Según el censo de 2010, había 82 personas residiendo en Redding. La densidad de población era de 31,53 hab./km². De los 82 habitantes, Redding estaba compuesto por el 100% blancos, el 0% eran afroamericanos, el 0% eran amerindios, el 0% eran asiáticos, el 0% eran isleños del Pacífico, el 0% eran de otras razas y el 0% pertenecían a dos o más razas. Del total de la población el 0% eran hispanos o latinos de cualquier raza.